# جيانفرانكو دانجيلو
جيانفرانكو دانجيلو (بالإيطالية: Gianfranco D'Angelo)‏ هو كاتب سيناريو ومغني وممثل إيطالي، ولد في 19 أغسطس 1936 في روما في إيطاليا.

## وصلات خارجية
- جيانفرانكو دانجيلو على موقع IMDb (الإنجليزية)
- جيانفرانكو دانجيلو على موقع ألو سيني (الفرنسية)
- جيانفرانكو دانجيلو على موقع ميوزك برينز (الإنجليزية)
- جيانفرانكو دانجيلو على موقع أول موفي (الإنجليزية)
- جيانفرانكو دانجيلو على موقع ديسكوغز (الإنجليزية)
- جيانفرانكو دانجيلو على موقع قاعدة بيانات الفيلم (الإنجليزية)